# Campeonato Mundial de Esqui Estilo Livre de 2009
O Campeonato Mundial de Esqui Estilo Livre de 2009 foi a 12º edição do Campeonato Mundial de Esqui Estilo Livre, organizado pela Federação Internacional de Esqui (FIS). A competição foi disputada entre os dias 2 a  8 de março de 2009, em Inawashiro no Japão.  

## Resultados

### Masculino
| Evento      | Ouro                            | Prata                    | Bronze                    |
| Ski Cross   | Andreas Matt · Áustria          | Thomas Zangerl · Áustria | Davey Barr · Canadá       |
| Aerials     | Ryan St. Onge · Estados Unidos  | Steve Omischl · Canadá   | Warren Shouldice · Canadá |
| Moguls      | Patrick Deneen · Estados Unidos | Tapio Luusua · Finlândia | Vincent Marquis · Canadá  |
| Dual Moguls | Alexandre Bilodeau · Canadá     | Nobuyuki Nishi · Japão   | Tapio Luusua · Finlândia  |
| Halfpipe    | Kevin Rolland · França          | Justin Dorey · Canadá    | Xavier Bertoni · França   |

### Feminino
| Evento      | Ouro                     | Prata                   | Bronze                          |
| Ski Cross   | Ashleigh McIvor · Canadá | Karin Huttary · Áustria | Méryll Boulangeat · França      |
| Aerials     | Li Nina · China          | Xu Mengtao · China      | Jacqui Cooper · Austrália       |
| Moguls      | Aiko Uemura · Japão      | Jennifer Heil · Canadá  | Nikola Sudová · Chéquia         |
| Dual Moguls | Aiko Uemura · Japão      | Miki Ito · Japão        | Hannah Kearney · Estados Unidos |
| Halfpipe    | Virginie Faivre · Suíça  | Megan Gunning · Canadá  | Jen Hudak · Estados Unidos      |

## Quadro de medalhas
| Ordem | País           | Medalha de ouro | Medalha de prata | Medalha de bronze |    |
| ----- | -------------- | --------------- | ---------------- | ----------------- | -- |
| 1     | Canadá         | 2               | 4                | 3                 | 9  |
| 2     | Japão          | 2               | 2                | 0                 | 4  |
| 3     | Estados Unidos | 2               | 0                | 2                 | 4  |
| 4     | Áustria        | 1               | 2                | 0                 | 3  |
| 5     | China          | 1               | 1                | 0                 | 2  |
| 6     | França         | 1               | 0                | 2                 | 3  |
| 7     | Suíça          | 1               | 0                | 0                 | 1  |
| 8     | Finlândia      | 0               | 1                | 1                 | 2  |
| 9     | Austrália      | 0               | 0                | 1                 | 1  |
| 9     | Chéquia        | 0               | 0                | 1                 | 1  |
|       | TOTAL          | 10              | 10               | 10                | 30 |